# Параграф 175
Параграф 175 je 175. чланак казненог закона Немачке (Strafgesetzbuch) који је кажњавао хомосексуалност од 1871. до 1994. године. Због овог закона више од 50 000. особа је је било кажњено а неки су чак били и послати у логор током Трећег рајха.

## Број кажњених
Број кажњених од 1871. до 1945.
| Период     | Кажњени | Годишња средна вредност |
| ---------- | ------- | ----------------------- |
| 1871-1919. | 9 769   | 208 годишње             |
| 1920-1932. | 7 957   | 612 годишње             |
| 1933-1935. | 2 698   | 4 450                   |
| 1935-1945. | 42 649  | 4 456                   |
| 1933-1945. | 8 133   | 4 456                   |

## Казне, притвор и логор
Након стварања специјалне службе зване „Централа Рајха против хомосексуалности и абортуса”  (Reichszentrale zur Bekämpfung der Homosexualität und der Abtreibung) у полицијској управи, притисак на ЛГБТ групу је постао још већи. Од 1935. до 1945. године, више од 42 000 особа је било у притвору. Након одслужења казне, рецидивисти су били приморани на „реедукативни рад” како би пошли правим (тј. хетеросексуалним) путем.
Параграф 175 је такође предвидео казну кастрацијом али је овај вид казне био само у екстремном случајевима - за силовање. 1935. Хајнрих Химлер је препоручио је казну кастрирањем као систематску казну, али она никада није усвојена.

## Након аболиције казне
Казна је суспендована 1994. године. Последње казне су уручене 1945 године. 
2002 године немачка власт је одлучила да исплати одштету за све затворенике током нацизма. 2017. године Немачка је одлучила да исплати 50.000 особа које су биле у притвору током Другог светског рата. Свака особа би требала бити обештећена са 3.000 еура и 1.500 еура по години притвора.